# 汤姆·霍瓦斯
汤姆·韦恩·霍瓦斯（英語：Tom Wayne Hovasse，1967年1月31日—），美国NBA联盟前职业篮球运动员。德克薩斯州杜蘭戈出生。球員生涯主打小前鋒。2017年1月起擔任日本國家女子籃球隊，並在2020年夏季奧林匹克運動會中得銀牌，2021年9月起擔任日本國家男子籃球隊主教練。

## 選手時期
大學畢業後，1990年加入日本職籃豐田自動車（現：東京電擊）。連續四年得分王、連續兩年三分球冠軍。
1994年，加入NBA亞特蘭大老鷹，出賽2場。
1995年，加入美國獨立聯盟大陸籃球協會匹茲堡食人魚，後回歸豐田自動車。
2000年，加入東芝紅雷霆（現：川崎勇者雷霆）、效力一季後退休。

## 教練時期
2010年擔任Wリーグ，JX向日葵（現：ENEOS向日葵）之教練。
2011年，中川文一總教練底下擔任日本國家女子籃球隊助理教練。
2012年到2013年擔任WNBA鳳凰城水星義務助理教練。
2014年，JX向日葵，升格為聯合總教練。内海知秀總教練底下擔任日本國家女子籃球隊助理教練。
2016年，JX-ENEOS，升格為聯合總教練
2017年起擔任日本國家女子籃球隊總教練。
2017年亞洲盃女子籃球賽與2019年女子亞洲盃籃球賽2連霸。2018年女子世界盃籃球賽第9名。2021年7月開幕2020年夏季奧林匹克運動會獲得銀牌為史上最佳。
2021年9月21日，宣布接掌日本國家男子籃球隊。